# Universidade da África
Universidade África (em inglês:  Africa University) é uma instituição privada e pan-africana localizada em Mutare, Zimbabwe. Pioneira no ramo da licenciatura, foi fundada em 1988.